# Bukovina nad Labem

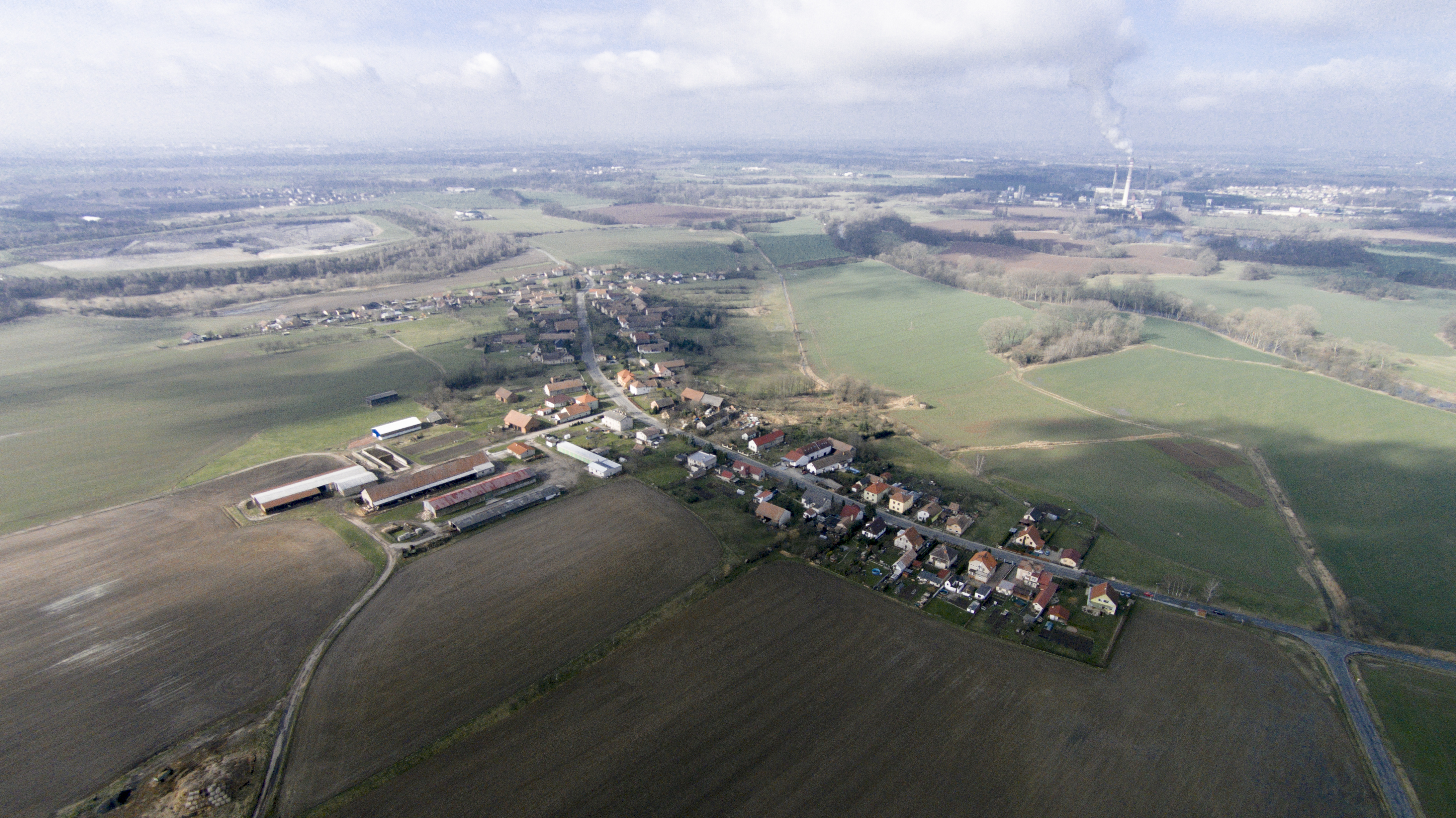
Luftaufnahme, im Hintergrund die Aschenhalde und das Kraftwerk Opatovice

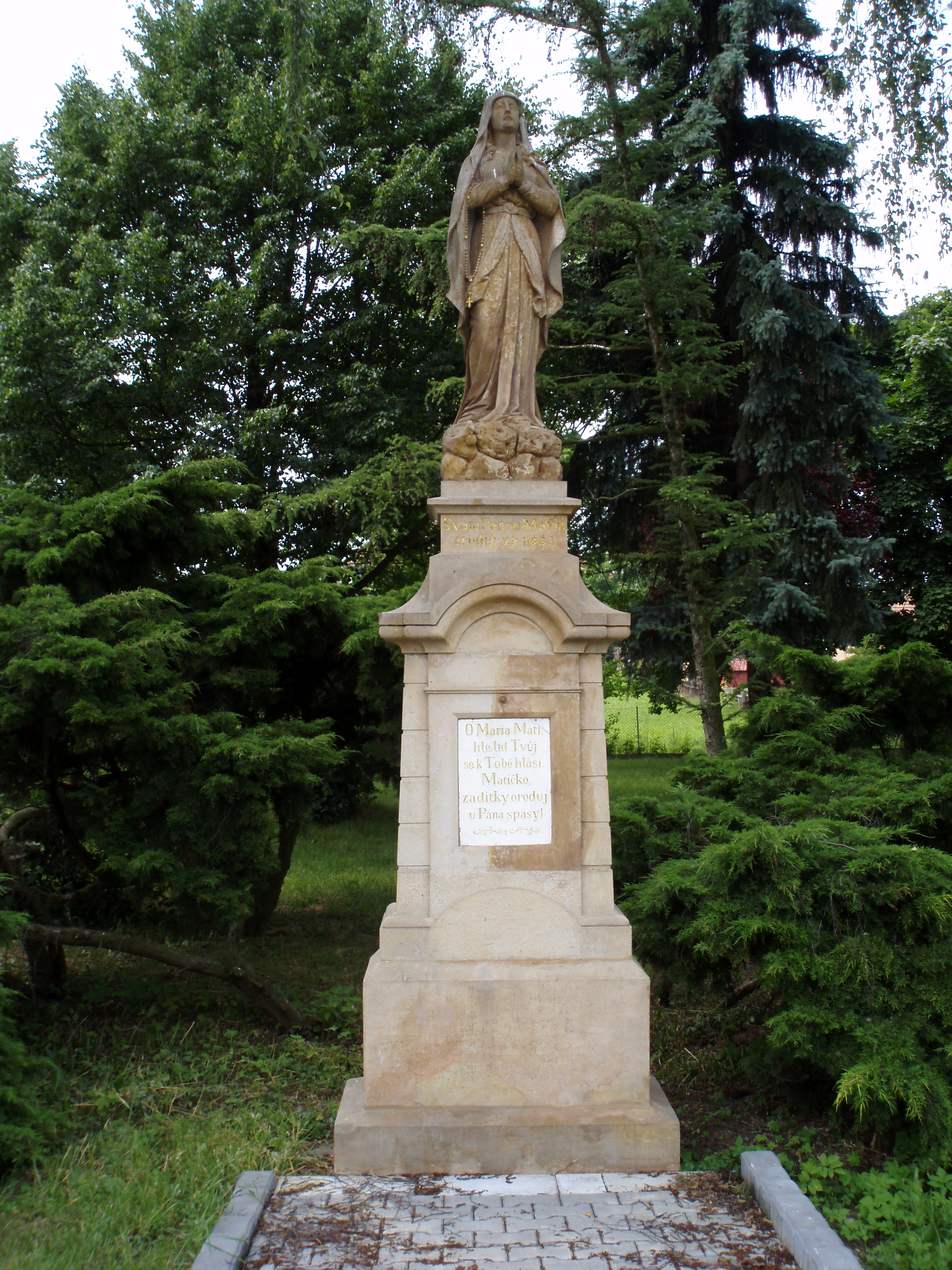
Statue der Jungfrau Maria

Bukovina nad Labem, bis 1980 Bukovina (deutsch Bukowina) ist eine Gemeinde in Tschechien. Sie liegt zehn Kilometer südlich des Stadtzentrums von Hradec Králové und gehört zum Okres Pardubice.

## Geographie
Bukovina nad Labem befindet sich linksseitig der Elbe in der Pardubická kotlina (Pardubitzer Becken). Nördlich des Dorfes entsteht die Dálnice 35. Im Osten liegt der Teich Újezdský rybník. Westlich – auf der anderen Elbseite – befindet sich das Kraftwerk Opatovice. Im Norden erhebt sich der Bukovský kopec (247 m n.m.), nordöstlich der Borkovský kopec (252 m n.m.) und im Süden die Aschenhalde des Kraftwerks Opatovice (250 m n.m.), an deren Fuß der Bach Hradečník entspringt.
Nachbarorte sind Vysoká nad Labem und Na Podlesí im Norden, Kukleny und Hoděšovice im Nordosten, Borek und Hrachoviště im Osten, Újezd u Sezemic und Zástava im Südosten, Dražkov im Süden, Dříteč, Hrobice und Hrobický Dvůr im Südwesten, Malá Čeperka, Podůlšany und Čeperka im Westen sowie Opatovice nad Labem im Nordwesten.

## Geschichte
Bukovina wurde wahrscheinlich in der ersten Hälfte des 13. Jahrhunderts durch das Benediktinerkloster Opatowitz gegründet. Erstmals schriftlich erwähnt wurde das Dorf im Jahre 1343 als Besitz des Klosters. Nachdem das Kloster 1421 von den Hussiten unter Diviš Bořek von Miletínek geplündert und niedergebrannt worden war, bemächtigte sich dieser der ausgedehnten Besitzungen. 1436 überschrieb König Sigismund große Teile des ehemaligen Klosterbesitzes an Diviš Bořek, der daraus die Herrschaft Kunburg bildete. Zum Ende des 15. Jahrhunderts erwarb Wilhelm von Pernstein die Herrschaften Pardubitz und Kunburg und vereinigte sie. Wilhelm von Pernstein vererbte seine böhmischen Güter 1521 seinem jüngeren Sohn Vojtěch, nach dessen Tod fielen sie 1534 seinem Bruder Johann zu. Dieser hinterließ 1548 seinem Sohn Jaroslav hohe Schulden. Am 21. März 1560 veräußerte Jaroslav von Pernstein die gesamte Herrschaft Pardubitz an König Ferdinand I. Dessen Nachfolger Maximilian II. übertrug die Verwaltung der königlichen Herrschaften der Hofkammer. Diese ließ die Herrschaft Pardubitz durch ein System von 24 Rychta (Scholtiseien) neu organisieren; im Jahre 1588 übte der Rychtář in Dříteč die niedere Gerichtsbarkeit für Bukovina aus. Ab 1651 unterstand das Dorf dem Rychtář in Vysoká.
Im Jahre 1835 bestand das im Chrudimer Kreis gelegene Dorf Bukowina aus 37 Häusern, in denen 255 Personen lebten. Pfarrort war Dřitsch. Bis zur Mitte des 19. Jahrhunderts blieb Bukowina der k.k. Kameralherrschaft Pardubitz untertänig. Südlich des Dorfes lag mit dem Labský rybník ein großer Fischteich.
Nach der Aufhebung der Patrimonialherrschaften bildete Bukovina ab 1849 eine Gemeinde im Gerichtsbezirk Pardubitz. Ab 1868 gehörte die Gemeinde zum politischen Bezirk Pardubitz. 1869 hatte Bukovina 328 Einwohner und bestand aus 48 Häusern. 1885 wurde die Freiwillige Feuerwehr gegründet. Zum Ende des 19. Jahrhunderts gehörte zu Bukovina der Ortsteil Na Přívoze. Dort befand sich eine auf Kosten der Gemeinde unterhaltene Elbfähre; der Prahm war für den Transport von Pferdefuhrwerken angepasst worden, da viele Bauern auch Land am anderen Elbufer besaßen. Im Jahre 1900 lebten in dem Dorf 316 Menschen, 1910 waren es 290. 1930 hatte Bukovina 300 Einwohner. Die Fähre wurde in den Nachkriegszeit stillgelegt. Im Jahre 1949 wurde Bukovina dem Okres Pardubice-okolí zugeordnet. Zwischen 1959 und 1960 entstand in den Elbauen zwischen Bukovina und Čeperka das Kohlekraftwerk Opatovice; südlich von Bukovina wird seitdem die Kraftwerksasche verkippt. Seit 1960 gehört die Gemeinde wieder zum Okres Pardubice. Am 1. März 1980 wurde der Gemeindename in Bukovina nad Labem geändert. Beim Zensus von 2001 lebten in den 67 Häusern von Bukovina nad Labem 215 Personen. Um die Jahrtausendwende wurde die südliche Aschenhalde renaturiert und darauf der Golfplatz Kunětická hora angelegt. Derzeit erfolgt die Kippung über dem ehemaligen Labský rybník.

## Sehenswürdigkeiten
- Statue der Jungfrau Maria
- Gedenkstein für die Gefallenen des Ersten Weltkrieges, errichtet 1937 zum 20. Jahrestag der Schlacht bei Zborów
- Teich Újezdský rybník mit einer Fläche von 28,4 ha

## Persönlichkeiten
- Der Miterfinder des steilwendenden Sturzpfluges, der Schmied und Bauer Václav Veverka (1799–1849) lebte und wirtschaftete bis zu seinem Tod am 23. Februar 1849 in Bukovina.